# Trochalus viridicollis
Trochalus viridicollis är en skalbaggsart som beskrevs av Moser 1916. Trochalus viridicollis ingår i släktet Trochalus och familjen Melolonthidae. Inga underarter finns listade i Catalogue of Life.